# Hardencourt-Cocherel
Hardencourt-Cocherel é uma comuna francesa na região administrativa da Normandia, no departamento de Eure. Estende-se por uma área de 4,93 km². Em 2010 a comuna tinha 277 habitantes (densidade: 56,2 hab./km²).